# Северско-Донецкая шлюзованная система
Северско-Донецкая шлюзованная система — система гидротехнических сооружений на реке Северский Донец в Ростовской области.  Состоит из 6 низконапорных гидроузлов, обеспечивающих судоходную обстановку на протяжении 208 км от устья Северского Донца. Является последней крупной гидросистемой, построенной  в Российской империи.  Эксплуатацию шлюзов осуществляет ФБУ «Администрация Азово-Донского бассейна внутренних водных путей»  ( пред.название-ФГУ «Азово-Донское ГБУВПиС») с центром в Ростове-на Дону.

## История
В конце XIX века  Северский Донец являлся единственной крупной водной системой, через которую можно было напрямую осуществлять вывоз каменного угля Донбасса в регионы Азово-Черноморского бассейна. Но  водный режим реки  не соответствовал возросшим требованиям к  условия судоходства. В результате возникла необходимость проведения специальных работ по преобразованию нижнего и среднего течения Северского Донца.
Одним из энтузиастов проекта по обустройству Северского Донца стал Д. И. Менделеев, писавший о необходимости
«устроить Донец […] для наших русских надобностей […] ибо Донец, по важности интересов в нем замешанных, нужнее всего».
Первоначально предполагалось ограничиться землечерпальными работами, но обустройству постоянного судового хода препятствовала  маловодность Северского Донца в течение большей части года. В 1903 году Министерство путей сообщения принимает решение о необходимости шлюзования Северского Донца. Шлюзование Северского Донца было разбито на три этапа: на первом этапе создавался  шлюзованный водный путь до станицы Гундоровской, на втором - до Лисичанска, на третьем - до Изюма.
Разработчиком проекта стал известный своим вкладом в проект Волго-Донского канала русский гидротехник Нестор Платонович Пузыревский. В 1903—1904 годах он провёл детальное исследование русла Северского Донца и представил проект строительства системы шлюзов, обеспечивающих прямой водный путь по Северскому Донцу от Дона до Белгорода и Харькова.. Окончательный вариант проекта был готов в 1908 году. Проект предусматривал возможность беспрепятственной проводки судов с осадкой до 1,7 метра, длиной до 90 метров и шириной 13-14 метров. Основными грузами на новом водного пути должны были стать каменный уголь, строительные материалы и зерно.
Указом от 21 июня 1910 года были отпущены средства на строительство первой очереди Северско-Донецкой шлюзованной системы – от устья Северского Донца до станицы Гундоровской (около современного города Донецка). Начальником работ по шлюзованию Северского Донца был назначен действительный статский советник, инженер путей сообщения Франц Иосифович Левандовский.  Общее руководство стройкой осуществляло Управление водных путей и шоссейных дорог МПС. Строительные работы были  начаты в мае 1911 года и в основном закончены к осени 1913 года. В 1913 году началось строительство Кочетовского гидроузла, расположенного на Дону, но обеспечивающего необходимый подпор воды в низовьях Северского Донца. До окончания строительства Кочетовского гидроузла в устье Северского Донца был сооружен временный шлюз.
Официальное открытие Северско-Донецкой шлюзованной системы состоялось 5 июля 1914 года, за несколько недель до начала Первой мировой войны.
После завершения работ на первом участке, должно было начаться строительство  следующих трех шлюзов – восьмого, девятого и десятого, причем последний из них проектировался у станицы Луганской, вблизи устья впадающей в Северский Донец реки Лугань, для обеспечения постоянного судоходного пути к Луганску. В результате начавшейся Первой мировой войны дальнее развитие Северско-Донецкой шлюзованной системы прекратилось.
После окончания строительства в 1972 году железнодорожной линии Зверево-Краснодонецкая  резко сократилась погрузка каменного угля на Краснодонецкой пристани (Синегорский), отправка которого сосредоточилась на железнодорожном транспорте.

## Расположение
Все сооружения системы находятся на территории Ростовской области.
•	Гидроузел №2 хутор Апаринский 47°39′19″ с. ш. 40°55′48″ в. д.
•	 Гидроузел №3 Нижнежуравский 47°42′40″ с. ш. 41°03′03″ в. д.
•	 Гидроузел №4 станица Краснодонецкая 47°59′31″ с. ш. 40°55′16″ в. д.
•	 Гидроузел №5 Дядин 48°15′31″ с. ш. 40°44′23″ в. д.
•	 Гидроузел №6 Нижнесазонов 48°14′14″ с. ш. 40°28′18″ в. д.
•	 Гидроузел №7 Верхнекрасный 48°21′20″ с. ш. 40°08′51″ в. д.
Кочетовский гидроузел (заложенный как шлюз №1) строился по однотипному проекту со шлюзами на Северском Донце, но после нескольких этапов реконструкции был значительно перестроен. В отчетности ФБУ "Азово-Донская бассейновая администрация" Кочетовский гидроузел рассматривается как отдельная производственная единица.

## Характеристика
Поддерживаемый судоходный ход в пределах Северо-Донецкой шлюзованной системы равняется 208 км от устья Северского Донца до хутора Красный в районе города Донецка.
Гидроузлы №2-7 относятся к однотипным проектам и состоят из судоходной разборной плотины с фермами Поаре и однокамерного шлюза с камерой длиной 100,3 и шириной 17,05 метров.  Все шлюзы находятся в теле плотины и выходят непосредственно в  русло реки. Напор  воды на гидроузлах  № 7 и 6 составляет 3,2 м;  на гидроузлах  № 2, 3, 4, 5 - 3,48 м. Проектная глубина для судов равняется  2,35 метрам.
Поворотные стальные фермы Поаре на судоходных плотинах поднимаются на время навигационного  периода  и укладываются на плотину после окончания навигации. Наполнение бьефов гидроузлов производится снизу вверх, сброс бьефов сверху вниз. Все гидроузлы электрифицированы и имеют электромеханический привод на затворах судопропускных сооружений.
На гидроузле № 4 располагается  аварийная дизель-генераторная подстанция мощностью  126 кВт.  Шлюз №7 является самым небольшим гидротехническим сооружением в каскаде шлюзов – на нём отсутствуют  отдельные здания для размещения механизмов и электрооборудования.
В целом, при максимальном напоре воды в весенне-летний период и поднятых конструкциях плотин, в Северо-Донецкой системе концентрируется более 138 млн м³ воды при площади русловых водохранилищ  в 50,64 кв.км. В маловодные годы в конце лета – начале осени  средний расход воды в реке падает до 30 -40 м³/ сек, что не покрывает расход воды на шлюзование и испарение.
С 2006 года система шлюзов на Северском Донце включена в перечень критически важных объектов инфраструктуры РФ.
| Гидроузел                                | Гидроузел №2 | Гидроузел №3 | Гидроузел №4 | Гидроузел №5 | Гидроузел №6 | Гидроузел №7 |
| ---------------------------------------- | ------------ | ------------ | ------------ | ------------ | ------------ | ------------ |
| Напорный уровень (НПУ), м                | 8,88         | 12,35        | 15,83        | 19,31        | 22,51        | 25,71        |
| Напор при НПУ, м                         | 3,48         | 3,48         | 3,48         | 3,48         | 3,2          | 3,2          |
| Пропускная способность плотины, м³/сек.  | 1440         | 1718         | 1382         | 1402         | 1162         | 1094         |
| Длина водохранилища, км                  | 24           | 50,8         | 43           | 42           | 36           | 32           |
| Объём воды при НПУ, млн м³               | 15,6         | 35,3         | 28,2         | 26,5         | 19,1         | 14,1         |
| Площадь водного зеркала при НПУ, кв. км. | 6,5          | 13,0         | 10,8         | 7,74         | 7,2          | 5,4          |

## Современное состояние
Водные ресурсы гидроузлов используются для водоснабжения Донецка,  Каменска-Шахтинского, Белой Калитвы, поселка Синегорский и нужд орошения. Объём грузовых перевозок  в пределах Северского Донца, по сравнению с грузопотоком на Дону небольшой и в сравнении с 1970 и 80-ми годами значительно сократился.   Наибольшую роль играет вывоз в бассейн Дона гравия, щебня, бутового камня с приречных карьеров, расположенных в непосредственной близости от реки. Основная часть грузоперевозок выполняется плавсредсвами Азово-Донского речного пароходства через его дочернее предприятие Усть-Донецкий речной порт.
Интенсивное судоходство наблюдается на участке Усть-Донецкий  – Нижнекалиновская пристань, где в районе хутора Нижнепотапов находится три крупных карьера по разработке бутового камня.  Большая часть добываемых ими строительных материалов отгружается водным транспортом. Основным грузоотправителем на этом участке  являются  ОАО «Потаповский карьер «Поток», принадлежащий ОАО «Азово-Донская нерудная компания» (АДНК, входит в состав Азово-Донского пароходства) мощностью по добыче более 500 тыс. тонн щебня в год. Другим крупным карьером, использующим речной транспорт, является Пашеновский карьер (мощность по добыче  - 1 млн тонн щебня в год), также входящий в состав АДНК.   В небольших объёмах осуществляется перевалка нефтепродуктов на нефтебазе около хутора Бронницкий Усть-Донецкого района. На верхнем участке шлюзованной системы отгрузку щебня производит Репнянское карьеуправление.
В настоящее время гарантированный судовой ход  со светоотражающей судоходной обстановкой имеется только на участке пути длиной 73 км (через шлюзы №2 и 3) от хутора Нижнекалинов  до устьевой зоны реки. На нижнем Северском Донце подпор шлюзов позволяет проводить суда с гарантированной осадкой до 1,9 метра. Судоходство на оставшемся участке длиной 135 км от Нижнекалинова до Красного  (с прохождением шлюзов №4, 5, 6, 7) осуществляется  при наличии предварительных заявок на проводку судов. Ранее являвшийся судоходным участок от Красного до Донецка в настоящее время выведен из регистра судоходных путей России. Общая протяженность судоходного водного пути по Северскому Донцу в сравнении с началом 1990-х годов уменьшилась с 220 до 208 километров.
К 2006 шлюзы требовали капитального ремонта, начавшегося в 2007 году. В этот год производилась замена и ремонт  металлических частей плотин на гидроузлах № 5, 6 и 7, на плотине шлюза №2 ремонтные работы проводились в 2008 году. В течение 2011 года производился ремонт стен камер, устоев и водопроводных галерей шлюза N4.
| Технические показатели деятельности | 2008 | 2009 | 2010 |
| ----------------------------------- | ---- | ---- | ---- |
| Количество шлюзований, ед.          | 2006 | 1365 | 2090 |
| Количество пропущенных судов, ед    | 3739 | 2284 | 3871 |